# Йоо, Арпад
А́рпад Йо́о (венг. Joó Árpád; 1948—2014) — американский пианист и дирижёр венгерского происхождения.
С детских лет выступал как пианист. Был замечен Золтаном Кодаи и попал под его покровительство, учился в Будапештской академии музыки у Пала Кадоша и Йожефа Гата. В 1962 году выиграл в Будапеште конкурс пианистов имени Листа и Бартока. Затем изучал дирижирование в Джульярдской школе и в Индианском университете.
В 1973—1977 годах — главный дирижёр Ноксвиллского симфонического оркестра, в 1977—1984 годах — Филармонического оркестра Калгари, в 1988—1990 годах — Симфонического оркестра Испанского радио и телевидения.
А́рпад Йо́о был членом жюри конкурса пианистов Сантандера Паломы О'Ши в 1992 году.